# Lanesborough (Massachusetts)
Lanesborough é uma vila localizada no condado de Berkshire no estado estadounidense de Massachusetts. No Censo de 2010 tinha uma população de 3.091 habitantes e uma densidade populacional de 40,35 pessoas por km².

## Geografia
Lanesborough encontra-se localizado nas coordenadas 42° 32′ 09″ N, 73° 14′ 28″ O. Segundo o Departamento do Censo dos Estados Unidos, Lanesborough tem uma superfície total de 76.6 km², da qual 74.7 km² correspondem a terra firme e (2.49%) 1.91 km² é água.

## Demografia
Segundo o censo de 2010, tinha 3.091 pessoas residindo em Lanesborough. A densidade populacional era de 40,35 hab./km². Dos 3.091 habitantes, Lanesborough estava composto pelo 96.89% brancos, o 1.39% eram afroamericanos, o 0.03% eram amerindios, o 0.65% eram asiáticos, o 0.03% eram insulares do Pacífico, o 0.16% eram de outras raças e o 0.84% pertenciam a duas ou mais raças. Do total da população o 1.33% eram hispanos ou latinos de qualquer raça.